# Pragmatička sankcija
Pragmatička sankcija je u pravu Istočnorimskoga Carstva, carski dekret kojim se rješava neki važan problem. Izraz je prihvaćen i u Europi. Pragmatičkom sankcijom zovu se i tri dokumenta koji uređuju pitanje nasljedstva dinastije Habsburg u Austriji, Ugarskoj i Hrvatskoj. Najstarija pragmatička sankcija koju je prihvatio Hrvatski sabor datira iz 1712., a njime se nasljedno pravo proširuje i na žensku lozu.
U Hrvatskoj, zakonska odluka Hrvatskoga sabora od 9. ožujka 1712., kojom se prihvaća da se vladarsko pravo Habsburga prenese i na žensku liniju nasljeđivanja pod uvjetom da Hrvatska ostaje združena s drugim zemljama krune s kojima je bila povezana izvornim izborom habsburške dinastije za vladare Kraljevine Hrvatske. U osnovi se radilo o odluci hrvatskoga plemstva da podupre izbor Marije Terezije kao jedine nasljednice cara Karla III. za hrvatsku, a time i ugarsku kraljicu, čemu se ugarsko plemstvo protivilo. Zauzvrat, hrvatsko je plemstvo dobilo “povelju sigurnosti” i time ojačalo položaj u odnosu na ugarsko. Sam akt često se navodio kao jedan od pravnih instituta izvorne hrvatske državnosti u odnosu na Ugarsku.